# Jack Cooley (Musiker)
Jack Cooley (* um 1920; † nach 1956) war ein US-amerikanischer Jazz- und Rhythm-&-Blues-Musiker (Schlagzeug, Gesang, Komposition).

## Leben
Cooley, der aus Chicago stammte, spielte 1946 bei Albert Ammons and His Rhythm Kings (u. a. mit Ike Perkins, Israel Crosby), zu hören in „Swanee River Boogie“. Der Titel gelangte auf #5 der R&B-Charts). Auf der B-Seite der Single (Mercury 8022) „I Didn’t Want to See You“ war Cooley auch als Bandvokalist zu hören. In den folgenden Jahren arbeitete er mit dem Israel Crosby Quartette und Little Brother Montgomery. Unter eigenem Namen (Jack Cooley and His Orchestra) legte er – u. a. auf dem in Nashville ansässigen Plattenlabel Nashboro – eine Reihe von R&B-Nummern vor, meist Eigenkompositionen wie „Mr. Two-Gun Pete“ (1950), „Dyna-Flow“, „Tom-Tom Boogie“ (1951), „It's So Fine“ (1952), „I Could But I Ain't“ (1953), und „Rain on My Window“ (1953). Der Diskograf Tom Lord listet seine Beteiligung zwischen 1946 und 1956 an sechs Aufnahmesessions.

## Diskographische Hinweise
Cooleys Musik findet sich auf Kompilationen wie:
- Long Man Blues (Delmark, ed. 2000)
- Wail Daddy! (Nashville Jump Blues) (Ace, ed. 1997)
- The Excello Story Volume 1 1952–1955 (Hip-O Records, ed. 1999)
- A Shot In The Dark – Nashville Jumps (Bear Family Records, ed. 2000)